# Die erste Frau im Leben
Die erste Frau im Leben (Originaltitel The River) ist ein US-amerikanischer Liebesfilm von Frank Borzage aus dem Jahr 1928. Bis heute ist fast die Hälfte des Stummfilmes verschollen, das Schweizer Filmarchiv entwickelte allerdings eine rekonstruierte Fassung. Der Film basiert auf einer zuerst in der Saturday Evening Post veröffentlichten Erzählung von Tristram Tupper.

## Handlung
Der junge Allen John Spender wuchs als Waise bei einem alten Müller in den ländlichen Rocky Mountains auf. Er war noch nie in einer Stadt und kannte bisher keine Frau näher. Um eines Tages auf das Meer hinauszufahren, baut er sich ein Hausboot und fährt mit diesem den Fluss hinab. Seine Reise findet ein vorläufiges Ende an einem mächtigen Staudamm, bei dem zahlreiche Arbeiter beschäftigt sind. Es herrscht Aufruhr, denn der Vorarbeiter Marsdon hat im Streit um seine schöne Geliebte Rosalee den Chefingenieur getötet und wird hierfür verhaftet. Rosalee verspricht Marsdon zu warten, bis er aus dem Gefängnis komme. Die Arbeiter verlassen den Staudamm, da die beiden leitenden Personen nun weg sind und der Winter langsam naht.
Allen John will zunächst eilig den Zug in die nächste Großstadt nehmen, gerät allerdings zusehends in den Bann von Rosalee. Die lebenserfahrene Rosalee hegt Männern gegenüber eine herablassende Einstellung, sie mag den hübschen, aber unerfahrenen Allen John leiden, betrachtet ihn aber nur als Jungen. Auch um ihre gähnende Langeweile an dem menschenleeren und im Winter bitterkalten Staudamm zu stillen, beginnt sie eine Affäre mit Allen John. Dieser ist von dem wechselhaften Spiel der Verführung und Zurückweisung überfordert, er will von Rosalee als vollwertiger Mann wahrgenommen werden. Als sie seinen Heiratsantrag ablehnt, rennt er während eines Schneesturms nach draußen und fällt wie besinnungslos Bäume. Beinahe stirbt Allen John an Unterkühlung, wird aber im letzten Moment von seinem taubstummen Freund Sam gefunden.
Rose gelingt es durch ihre zärtliche und leidenschaftliche Pflege, Allen John das Leben zu retten. Hierbei entdeckt sie ihre Gefühle für den jungen Mann, die sie bislang hinter einer zynischen Einstellung versteckt hatte. Als Allen John aufwacht, versöhnen sie sich und planen, im kommenden Frühling gemeinsam in Richtung Meer zu segeln. Kurz vor der geplanten Abreise erscheint jedoch der aus dem Gefängnis geflohene Marsdon am Staudamm. Allen John will seine Geliebte verteidigen, wird jedoch niedergeschlagen. Am Ende gelingt es dem hünenhaften Sam, der noch eine alte Rechnung mit Marsdon offen hatte, diesen zu töten. Allen John kann Rosalee aus dem Strudel des Flusses retten, in den diese gefallen war, und gemeinsam fahren sie auf Allens Boot davon.

## Hintergrund
Regisseur Frank Borzage erhielt von seinem Studio Fox eine große kreative Freiheit, nachdem sein Film Im siebenten Himmel mit Charles Farrell und Janet Gaynor im Jahr 1927 zu einem großen Erfolg geworden war. Mit dem Gespann Farrell/Gaynor drehte er anschließend noch die Filme Engel der Straße (1928) und Das siebte Gebot (1929). In The River ist an der Seite von Farrell allerdings nicht die vor allem für ihre gutherzigen und bescheidenen Frauenfiguren bekannte Gaynor zu sehen, sondern Mary Duncan, die die Rolle der Rosalee für die damalige Zeit ausgesprochen lasziv und zwielichtig gestaltet. Duncan und Farrell standen im Jahr 1930 nochmals zusammen vor der Kamera: Friedrich Wilhelm Murnau, neben Borzage der andere führende Filmregisseur bei Fox, setzte sie in seinem Film Unser täglich Brot ein. Auch hier spielte Farrell wieder den einfachen Jungen vom Lande, der sich in die von Duncan gespielte Stadtfrau verliebt.
The River wurde am Übergang der Stummfilmära in den Tonfilm gedreht. Daher wurden eine stumme Fassung und eine Tonfilmfassung gedreht, allerdings ist nur noch die Stummfilmfassung teilweise erhalten. Borzage durfte riesige Filmsets für seinen Film bauen, der fast ganz an dem Staudamm spielt. Er arbeitete mit einer sehr einfachen Handlung, die allerdings viel Platz für Symbole enthält: „All dies spielt sich am Ufer eines Flusses ab, der körperliche Nacktheit (das Geschlecht), lebensgefährliche Strudel (die Leidenschaft), sowie Läuterung und das Versprechen auf eine harmonische Entfaltung (das Meer) enthüllt und offenbart“, schreibt Borzages Biograf Dumont.

## Rekonstruktion
The River galt lange als komplett verschollen, bis William K. Everson und Alex Gordon in den Archiven der 20th Century Fox eine Teilkopie der Stummfilmfassung entdeckten. Rund 45 Minuten des Filmes sind gefunden, etwa 40 Minuten fehlen dagegen bis heute – das betrifft neben ein paar Szenen im Mittelteil vor allem Anfang und Ende des Filmes. Die Darbietungen der Nebendarsteller Margaret Mann, Alfred Sabato und Bert Woodruff sind komplett nicht mehr erhalten. Dagegen ist die sich entwickelnde Liebesbeziehung zwischen den beiden Hauptfiguren mit ihren Höhen und Tiefen, die den Kern der Geschichte ausmacht, überwiegend vorhanden.
Das Schweizer Filmarchiv entwickelte eine restaurierte Fassung des Filmes, die von dem Filmmuseum München seither auf DVD vertrieben wurde. Basierend auf dem erhaltenen Filmdrehbuch und mithilfe von Standfotos der verschollenen Szenen wurde eine rekonstruierte Fassung erstellt, die den Handlungsverlauf gut nachvollziehen lässt.

## Kritiken
Die zeitgenössischen Kritiken für den Film waren gespalten. In den eher puritanisch geprägten Vereinigten Staaten sorgten die laszive Darstellung von Duncan sowie eine Nacktszene von Farrell für Kontroversen. Auch ein großer Teil der Kritiker empörte sich über allzu intime Szenen. In Europa wurde der Film dagegen von vielen Kritikern als ein Meisterwerk gefeiert, wenngleich einige die mangelnde Plausibilität der Handlung kritisierten. Insbesondere bei Surrealisten fand der Film Anklang. Der französische Kritiker Jean George Auriol nannte ihn etwa den „zweifellos lyrischten Liebesfilm, der je gemacht wurde“.
Franz Borzages Biograf Hervé Dumont äußerte, The River sei der „erotischste Film des stummen Kinos“. Man könne sich in der rekonstruierten Fassung bestätigen lassen, dass der Film das „wichtigste Werk Borzages“ sowie einen der „verkannten Höhepunkte des Stummfilms“ darstelle.